# Цецилія Мекленбург-Шверінська
Цецилія Августа Марія Мекленбург-Шверінська (нім. Cecilie Auguste Marie zu Mecklenburg(-Schwerin), 20 вересня 1886 — 6 травня 1954) — принцеса та герцогиня Мекленбург-Шверінська, донька великого герцога Мекленбург-Шверіна Фрідріха Франца III та російської великої княжни Анастасії Михайлівни, дружина кронпринца Пруссії та Німецької імперії Вільгельма. Сестра королеви Данії Александріни. 
Виступала за освіту для жінок. Авторка мемуарів.

## Біографія

### Дитинство та юність
Народилася 20 вересня 1886 року у Шверіні третьою дитиною та другою донькою в родині правлячого великого герцога Мекленбург-Шверіна Фрідріха Франца III та його дружини Анастасії Романової. Ім'я отримала на честь бабусі Цецилії Баденської. Мала старшу сестру Александріну та брата Фрідріха Франца.

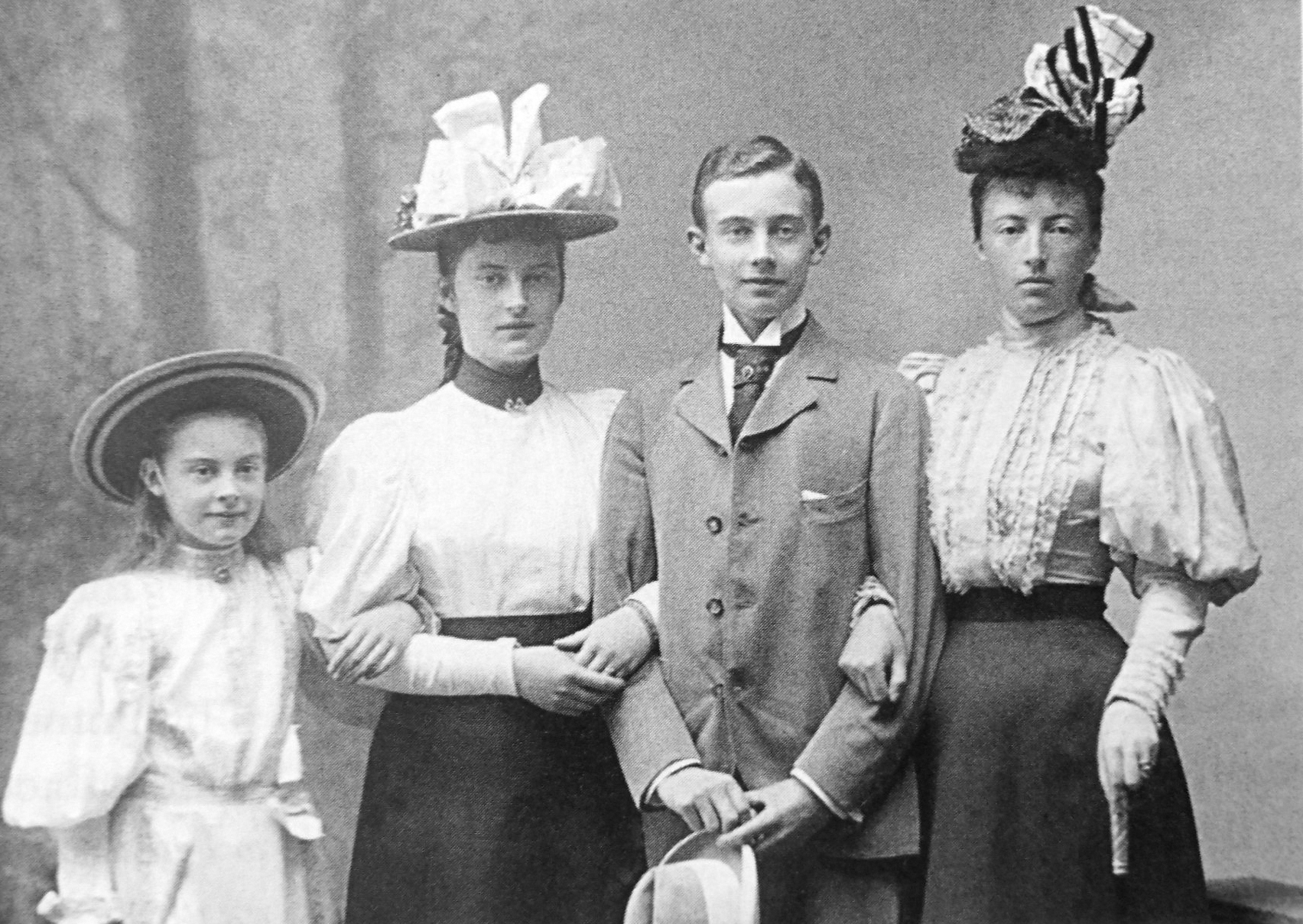
Цецилія (крайня зліва) з братом, сестрою та матір'ю, близько 1890 року

Через слабке здоров'я батька родина бувала у Шверіні лише п'ять місяців на рік. Мешкали у Шверінському замку та мисливському будинку Гельбензанде, де відвідували місцеве населення, проводили час на пляжі або гуляли лісом. 1889 року була збудована вілла Веден у Каннах, і сім'я почала проводити там зимовий час з листопада до травня. Діти виховувались у простій обстановці, однак, отримали всебічну освіту. Матір надавала їм більше свободи, ніж мала сама в дитячому віці, і встановила із ними близькі приязні стосунки. Спілкувалися вони, переважно, англійською. Цецилія, окрім цієї, знала також німецьку, французьку і російську мови.
Батько помер за невизначених обставин навесні 1897 року, коли Цецилії було десять. Наступного року її сестра взяла шлюб із данським кронпринцом Крістіаном і від'їхала до Копенгагену. З того часу вони з матір'ю кожного року до 1904 року проводили літо у Росії, де Цецилія мешкала у маєтку свого діда Михайла Миколайовича.
У червні 1904 року, на весіллі брата, Цецилія познайомилася із кронпринцом Пруссії та Німецької імперії Вільгельмом. Їхні заручини відсвяткували 4 вересня 1904 року в Гельбензанде у присутності кайзера. Наступного дня пара позувала придворним фотографам.

### Кронпринцеса
У червні 1905 року принцеса прибула зі Шверіна потягом до берлінського вокзалу, де її вітали надзвичайно урочисто. Перон був засипаний пелюстками троянд. В палаці Бельвю її зустріла вся імператорська родина, після чого Цецилія зробила Joyeuse entrée через Бранденбурзькі ворота під салют з Тіргартену. Місцеве населення вітало її на Унтер-ден-Лінден по дорозі до Міського палацу Берліна. Всі будинки по шляху прямування були прикрашені гирляндами троянд. В палаці депутації різних організацій і спілок засвідчували юній нареченій свою повагу. В Брауншвейзькій галереї відбулося урочисте вручення подарунків молодій парі. Серед презентів були коштовності, срібло та порцеляна. Імператор Австрії прислав майбутньому подружжю карету та угорських коней. Ввечері імператорська родина відвідала оперу, де за бажанням нареченої, давали Лоенгріна та третій акт Нюрнберзьких мейстерзінгерів Ріхарда Вагнера. Оркестром диригував Ріхард Штраус.

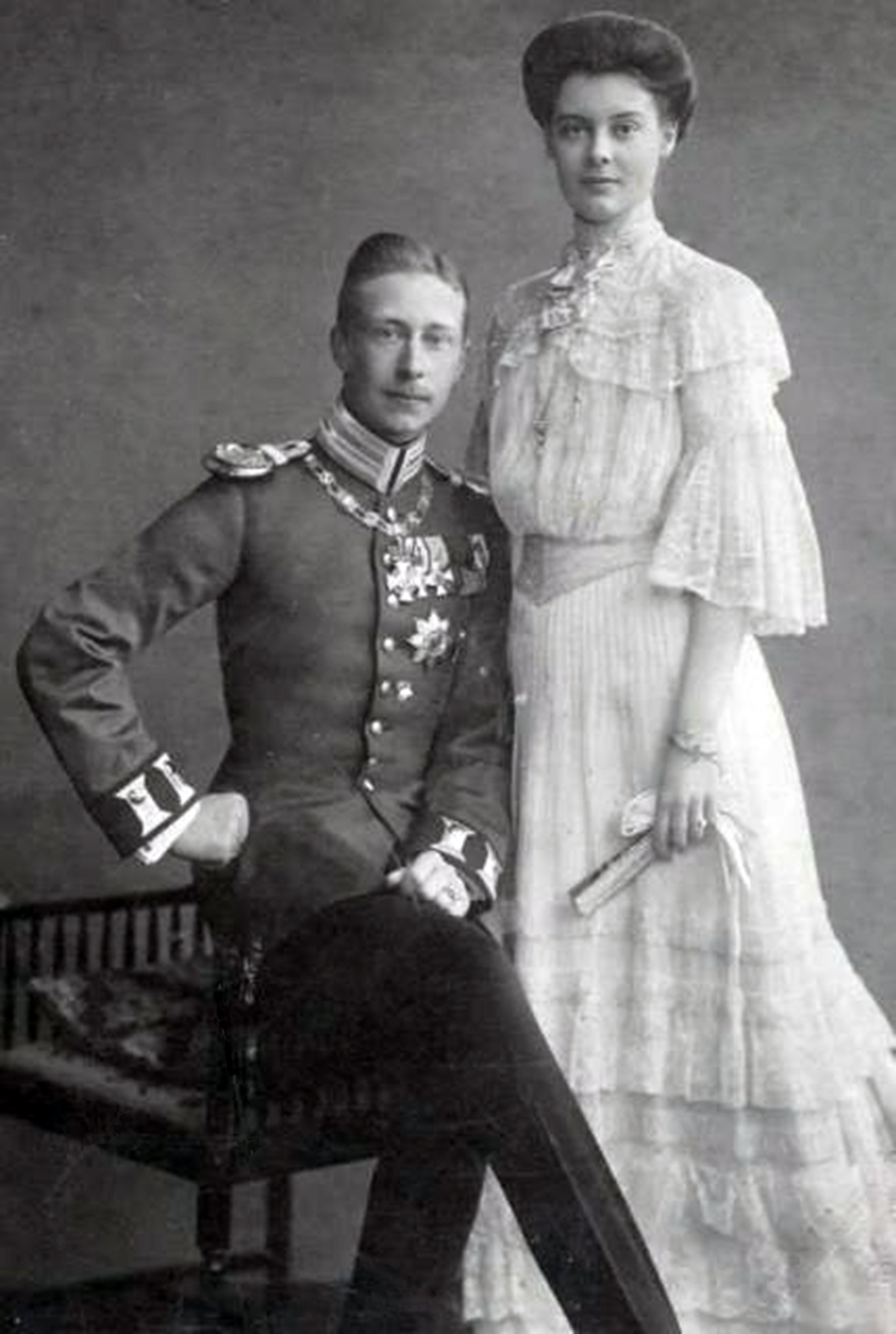
Цецилія та Вільгельм, 1905

Весільна церемонія пройшла 6 червня 1905 року у Королівській каплиці. Після поздоровлень 1700 гостей та весільної вечері молодята відбули на північ від Берліна до замку Губертусшток у свій медовий місяць.
Після повернення пара оселилася у Мармуровому палаці Потсдама. Із початком бального сезону поверталися до Берліна, де мешкали в Палаці Кронпринців на Унтер-ден-Лінден. Мали кімнати в південному крилі замку Ельс в Силезії, де Вільгельм полюбляв полювати. Також відвідували у літні місяці мисливський будинок у Кляйн-Еллгуті.
Завдяки спокійному доброзичливому характеру Цецилії, її полюбили і при дворі, і в народі. Вона швидко стала одним із найпопулярніших членів імператорської родини. Також стала однією із наймодніших та найстильніших дам імперії, вміло підкреслюючи природну красу елегантними вбраннями. Багато німкень почали копіювати її зачіски та одяг.
Невдовзі кронпринцеса завагітніла і у 1906 році народила спадкоємця. Всього у шлюбі вона народила шестеро дітей. Сучасники характеризували Цецилію як розумну та промовисту жінку. Вона була активною у соціальних проєктах в рамках її статусу. Виступала за отримання жінками освіти, цікавилася питаннями політики. Їхній шлюб з Вільгельмом зовні виглядав ідеальним, проте чоловік ще з візиту до Санкт-Моріца у грудні 1906 року не намагався приховувати захоплення молодими дамами. Цецилія у відповідь завела роман із особистим ад'ютантом кронпринца, Отто фон Дунгерном-Оберау, про що повідомила чоловіка. Отто був звільнений та отримав відпустку на рік.

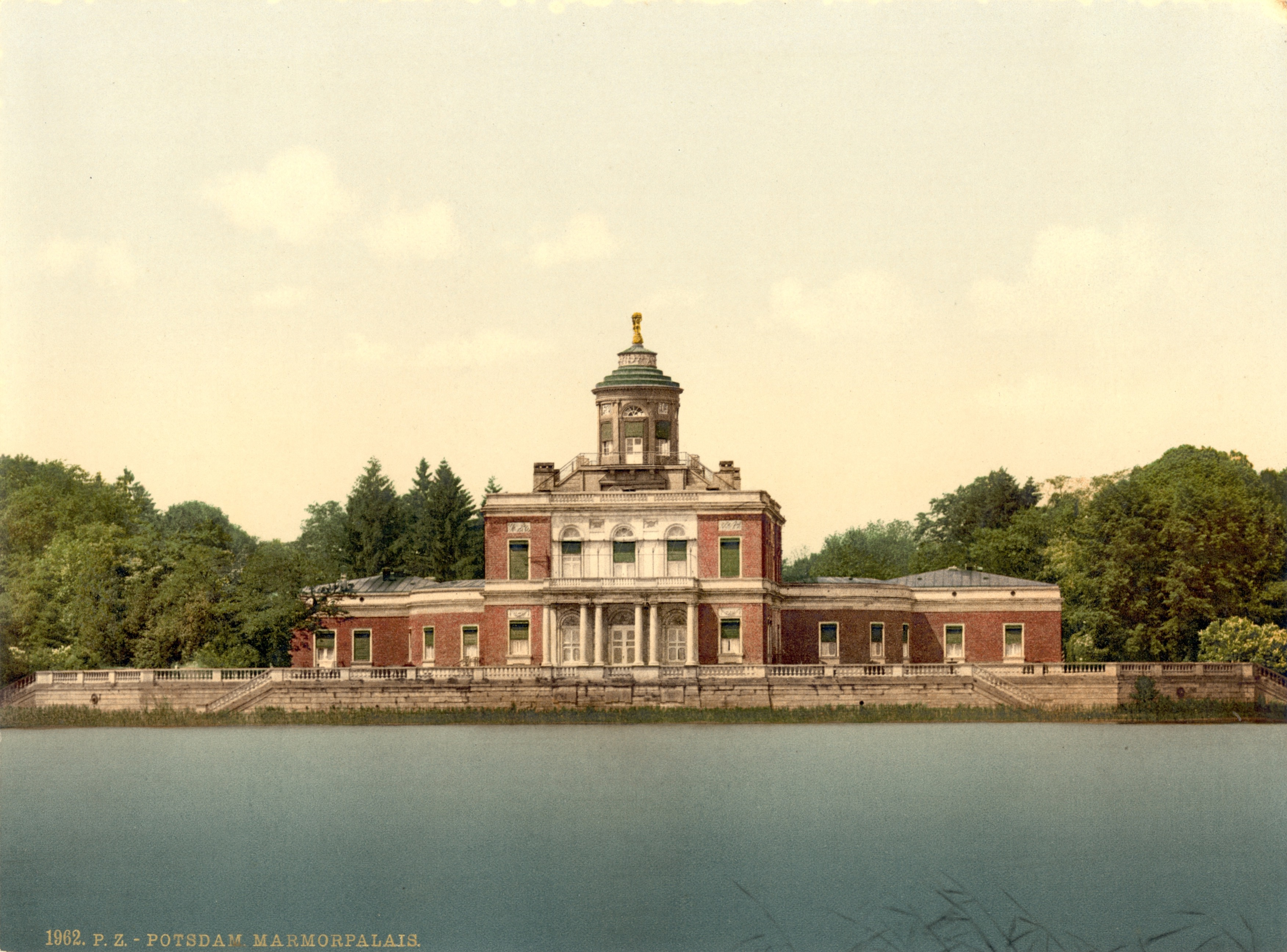
Мармуровий палац Потсдаму

В кінці 1910 року кронпара відбула у морську подорож. Разом вони мандрували до Цейлону, після чого Вільгельм попрямував до Індії, а Цецилія — до Єгипту, де відвідала царські гробниці в Луксорі, руїни храму в Абу-Сімбел та піраміди в Гізі. Ця подорож широко висвітлювалася в пресі і кронпринцесу сильно критикували за запрошення на прийоми лише англійців та спілкування виключно англійською мовою протягом всього часу туру. Поєднавшись, кронпара попрямувала на Корфу, де зустрілися з кайзером та імператрицею, і на їхній яхті відпливли до Італії. Як відмічала княгиня Радзивілл, у Римі Цецилія цікавилася римською історією та методами стародавнього будівництва. Звідти подружжя відбуло до Відня, де зустрілося з імператором Францем Йосифом I, ерцгерцогом Францем Фердинандом та Софією Хотек, після чого повернулося до Потсдаму.
1911 рік був відмічений для них також візитами до Санкт-Петербургу у травні та Лондону у червні. В Англії кронпара відвідала коронацію Георга V та мешкала у Букінгемському палаці. Цецилія потоваришувала там із Марією Текською і листувалася з нею до кінця життя. У вересні подружжя відбуло до Данцігу, де Вільгельм очолив Перший лейб-гусарський полк. У травні 1913 року Вільгельм урочисто заклав камінь у фундамент їхньої нової резиденції Цецилієнгоф в Потсдамі. Втім, із початком Першої світової війни будівництво було призупинене. За винятком кількамісячного повернення до Берліну, аби народити четвертого сина, Цецилія мешкала у Данцігу до кінця 1913 року. Чоловік бував вдома рідко, кронпринцеса знаходила заспокоєння у тривалих прогулянках. У травні 1914 року вони повернулися до Потсдаму.
Із оголошенням мобілізації у 1914 році Цецилія присвятила час благодійності. Вона зняла віллу у Сопоті, де допомагала пораненим. Із дітьми вона проводила там літні місяці протягом всієї війни. Протягом останніх років перебування там було відзначене скрутою, часто не вистачало їжі.
В 1917 році родина оселилася у добудованому Цецилієнгофі.

### Після революції
Після падіння монархії у листопаді 1918 року кайзер та кронпринц виїхали за кордон. Цецилія із дітьми та імператрицею Августою Вікторією залишилися у Потсдамі. Виїжджати кронпринцеса відмовилася. Над Цецилієнгофом та Ельським замком, за її наказом були вивішені червоні прапори. Більшість персоналу палаців була звільнена. До зміни свого статусу вона поставилася спокійно. Після від'їзду Августи Вікторії, кронпринцеса продовжила мешкати у Потсдамі з дітьми. Її так само поважали серед народу. Загроза виникла лише на початку 1919 року, коли виник слух, що в палаці величезні запаси продуктів. Кронпринцеса продемонструвала депутації рад, що це не відповідає дійсності. Змушена обрати лише одну домівку, Цецилія обрала Ельський замок і переїхала туди у листопаді 1920 року. Після її активних дій через загрозу конфіскації і цієї нерухомості, замок був законодавчо закріплений за родиною до 1945 року.
У перші роки Веймарської республіки кронпринцеса була головним представником колишньої імператорської сім'ї у Німеччині. Орієнтуючись у політичних реаліях, вона розуміла, що повернення кайзера неможливе навіть як приватної особи. Колишній начальник Генерального штабу кронпринца граф Фрідріх фон Шуленбург писав ад'ютантові імператора Сігурду фон Ільземанну, що в Німеччині єдиним справжнім «чоловіком» серед Гогенцоллернів, на його думку, є кронпринцеса, яка «принаймні знає, чого хоче». Певні монархічні кола вважали, що у випадку реставрації монархії, регентом може бути саме вона. Вільгельм II з того часу до невістки ставився негативно.
У 1923 році кронпринцу було дозволено повернутися до Німеччини. Незважаючи на возз'єднання із родиною після п'ятирічної відсутності, він продовжував холодно ставитися до дружини, віддаючи перевагу юним дівчатам.
За три роки фінансове становище родини стало більш певним. Цецилієнгоф переходив у державну власність, але кронпарі, їхнім дітям та онукам дозволялося ним користуватися. Восени 1926 року вони повернулися до Потсдаму.
Протягом 1920-х–30-х років кронпринцеса займалася переважно благодійністю. Покровительствувала «Союзу королеви Луїзи», була почесною головою «Союзу жінок Вітчизни» та «Союзу медсестер ордена іоаннітів». Заснована нею у 1913 році благодійна організація «Cecilienhilfe» відновила свою роботу у 1925 році.
У 1932 році Цецилія переконувала чоловіка виставити кандидатуру на пост рейхспрезидента, проте кайзер був категорично проти, і Вільгельм підтримав Адольфа Гітлера. Кронпринцеса спочатку проявляла інтерес до ідей націонал-соціалістів, але зрештою розчарувалася і рішуче віддалилася від них. Після заборони Третім Рейхом монархістських організацій, поле діяльності кронпринцеси значно звузилося. Їй майже не було змоги бувати на публіці. Дуже рідко вона брала участь у заходах як представниця колишнього імператорського дому та бувала на родинних святах. Проводила домашні концерти в Цецилієнгофі. Її будинок став місцем зустрічі музикантів та літераторів. Кронпринцесу навідували Броніслав Губерман, Вільгельм Кемпф, Еллі Ней, Вільгельм Фуртвенглер, Герберт фон Караян.
Із початком Другої світової війни вона переїхала до Ельського замку, бувала також у Гельбензанде та Людвігслюсті. У травні 1940 року на фронті загинув принц Вільгельм. Цецилія, незважаючи на своє неприйняття нацистської ідеології, сприймала успіхи німецької армії як свідчення того, що її син загинув не дарма. Влітку 1941 року помер кайзер Вільгельм. Чоловік Цецилії став титулярним імператором Німеччини. В першу чергу, він дарував дружині орден Чорного орла.
На початку 1945 року, у зв'язку із наступом радянської армії, Цецилія повернулася до Потсдаму, а 2 лютого виїхала потягом до Бад-Кіссінгену разом із сином Губертом та його дружиною. По прибуттю вона оселилася у двох кімнатах на віллі Сортьє.

### Останні роки

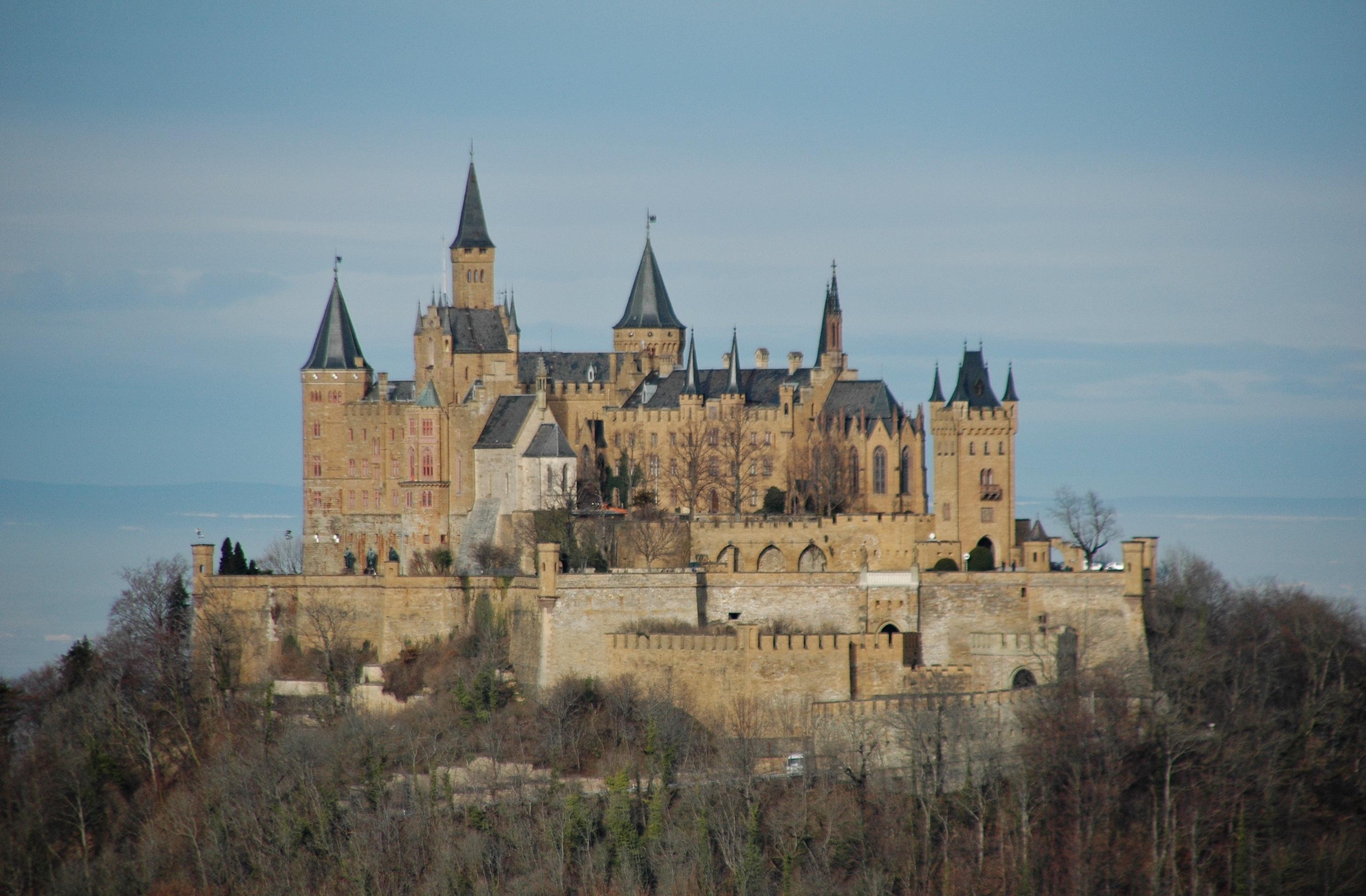
Замок Гогенцоллерн

Навесні 1946 року граф Карл фон Люксбург надав у розпорядження Цецилії один поверх свого замку поблизу Бад-Кіссінгену, який він сам навідував лише кілька днів на рік. Там вона могла проводити літні місяці, повертаючись восени на віллу Сортьє. Почувала себе ізольованою, займатися благодійною діяльністю, як перед Другою світовою, вона більше не могла; Баварський Червоний Хрест відхиляв усі її запити. Вона схудла й заслабла. Розчарована, вона писала: «На мене жахливо тисне неприкаяність і відсутність якихось занять».
Втім, з часом колишній оптимізм повернувся. Цецилія зустрічалася з родичами та навідувала чоловіка, який самотньо жив у Хехінгені. У листопаді 1948 року вони разом здійснили спільну поїздку до Швейцарії. Навесні 1951 року здоров'я Вільгельма погіршало і 20 липня він помер. За чотири місяці після цього Цецилія пережила перший інсульт. У січні 1952 року вона лікувалася в санаторії Ебенхаузен в Ізарталі. З тієї пори вона пересувалася, спираючись на ціпок. Незважаючи на це, у травні 1952 року кронпринцеса у супроводі старшої онуки відвідала Англію, де стала хрещеною матір'ю для новонародженої доньки Фрідріха та зустрілася з Марією Текською. Повернувшись, у липні 1952 вона в'їхала до нової домівки поблизу Штутгарта, яка будувалася ще з 1950 року. Наступного року у Цецилії знову почалися проблеми зі здоров'ям, проте у жовтні, з нагоди встановлення партнерства між містами Хехінген та Ельс на урочистих зборах їй вдалося сказати коротку промову.
Весною 1954 року господиня вілли Сортьє запросила кронпринцесу провести у неї великодні дні. 7 квітня Цецилія прибула до Бад-Кіссінгену із покоївкою та камердинером кронпринца та оселилася в тих же кімнатах, де жила після війни. 2 травня у неї стався другий інсульт, до якого додалося гостре порушення кровообігу. Наступного дня почалася пневмонія, яка остаточно ослабила хвору. Сповіщений лікарем, до Бад-Кіссінгену приїхав принц Луї Фердинанд із дружиною та принц Фрідріх. Увечері 5 травня Цецилія втратила свідомість. Пішла з життя зранку 6 травня, на день народження кронпринца Вільгельма. Її поховали опівдні 12 травня у замку Гогенцоллерн у присутності приблизно 150 представників колишніх княжих будинків Німеччини. Єдиним представником правлячого європейського королівського дому був данський принц Кнуд.

## Родина

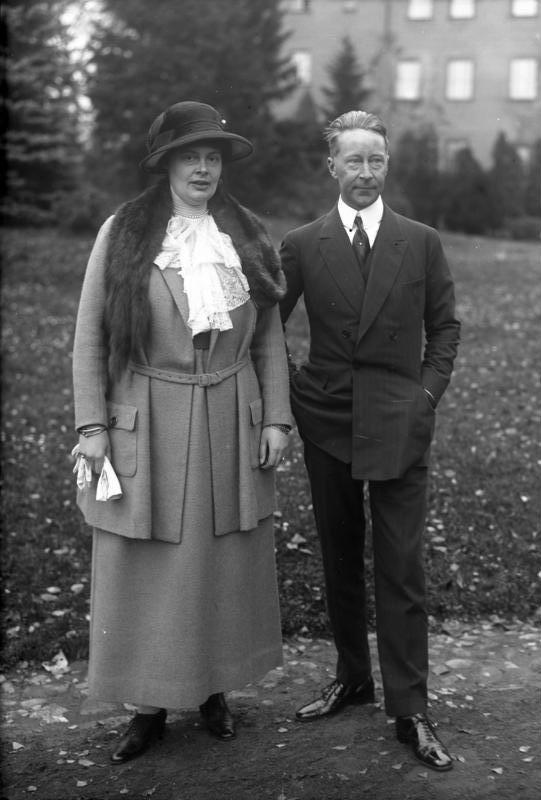
Із чоловіком, 1930

Чоловік — Вільгельм, кронпринц Пруссії
Діти:
- Вільгельм (1906—1940) — лейтенант у 1-шій піхотній дивізії Вермахту, помер від поранення в Бельгії, відмовився від династичних прав, вступивши у морганатичний шлюб із Доротеєю фон Сальвіаті, мав двох доньок;
- Луї Фердинанд (1907—1994) — наступний голова дому Гогенцоллернів, був одруженим із великою княжною Кірою Кирилівною Романовою, мав семеро дітей;
- Губерт (1909—1950) — вояка Третього Рейху, служив у 3-тій панцергренадерській дивізії, згодом емігрував до Південно-Західної Африки, був двічі одруженим, мав двох доньок;
- Фрідріх (1911—1966) відмовився від німецького громадянства у 1947 році, був натуралізований як громадянин Великої Британії, був одруженим із леді Бріджід Гіннес, мав п'ятеро дітей;
- Александріна (1915—1980) мала синдром Дауна, навчалася у школі Йоганнеса Трюпера, одружена не була, дітей не мала;
- Цецилія (1917—1975) — дружина американця Клайда Кеннета Харріса, мала єдину доньку, мешкала в Амарилло.

## Нагороди
- Орден Вендської корони (Велике герцогство Мекленбург-Шверін);
- Орден Луїзи (Королівство Пруссія);
- Орден Чорного орла (Королівство Пруссія);
- Орден королеви Марії Луїзи (Іспанія);
- Великий хрест ордену Святої Катерини (Російська імперія) (18 травня 1911).